# The Dome at America's Center
The Dome at America's Center, conosciuto come Trans World Dome dal 1995 al 2001 e come Edward Jones Dome dal 2002 al 2016, è un impianto sportivo polivalente situato a St. Louis, nel Missouri. 
Dalla stagione 1995 fino a quella del 2015 ha ospitato le partite di casa dei St. Louis Rams della National Football League, e nel 2020 quelle dei St. Louis BattleHawks della XFL.

## Concerti
| Data         | Artista            | Nazionalità | Tour                                   | Spettatori      |
| 1997         | 1997               | 1997        | 1997                                   | 1997            |
| ------------ | ------------------ | ----------- | -------------------------------------- | --------------- |
| 8 novembre   | U2                 | Irlanda     | PopMart Tour                           | 24.807 / 50.000 |
| 12 dicembre  | The Rolling Stones | Regno Unito | Bridges to Babylon Tour                | 46.474 / 46.474 |
| 2000         |                    |             |                                        |                 |
| 7 marzo      | Backstreet Boys    | Stati Uniti | Into the Millennium Tour               | N.D.            |
| 2003         |                    |             |                                        |                 |
| 25 luglio    | Metallica          | Stati Uniti | Summer Sanitarium Tour                 | N.D.            |
| 2014         |                    |             |                                        |                 |
| 27 agosto    | One Direction      | Regno Unito | Where We Are Tour                      | 52.315 / 52.315 |
| 2016         |                    |             |                                        |                 |
| 10 settembre | Beyoncé            | Stati Uniti | The Formation World Tour               | 38.256 / 38.256 |
| 2017         |                    |             |                                        |                 |
| 27 luglio    | Guns N' Roses      | Regno Unito | Not in This Lifetime... Tour           | N.D.            |
| 16 settembre | U2                 | Irlanda     | The Joshua Tree Tour 2017              | N.D.            |
| 2018         |                    |             |                                        |                 |
| 18 settembre | Taylor Swift       | Stati Uniti | Taylor Swift's Reputation Stadium Tour | N.D.            |

## Galleria d'immagini

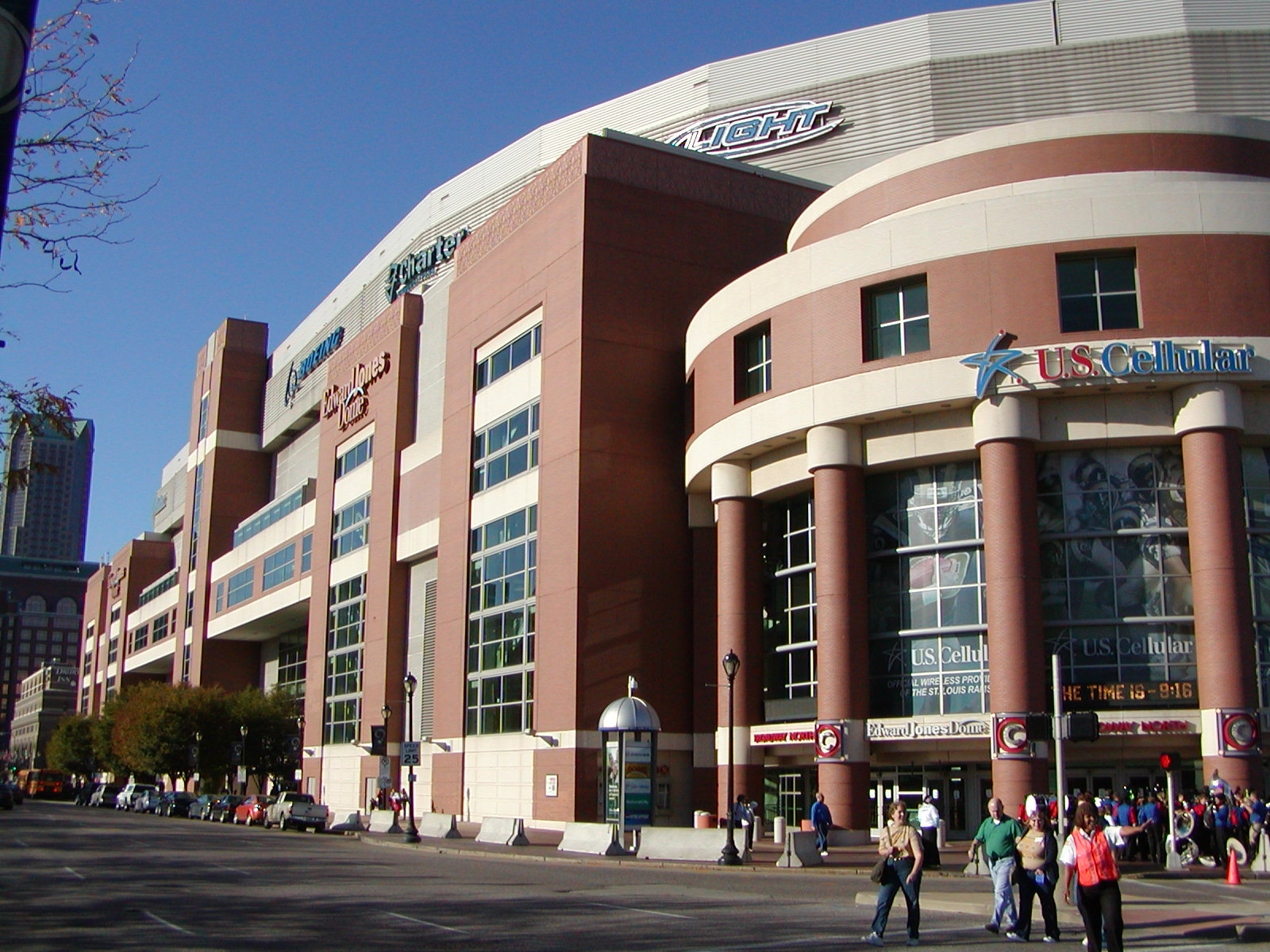
La parte esterna dello stadio.
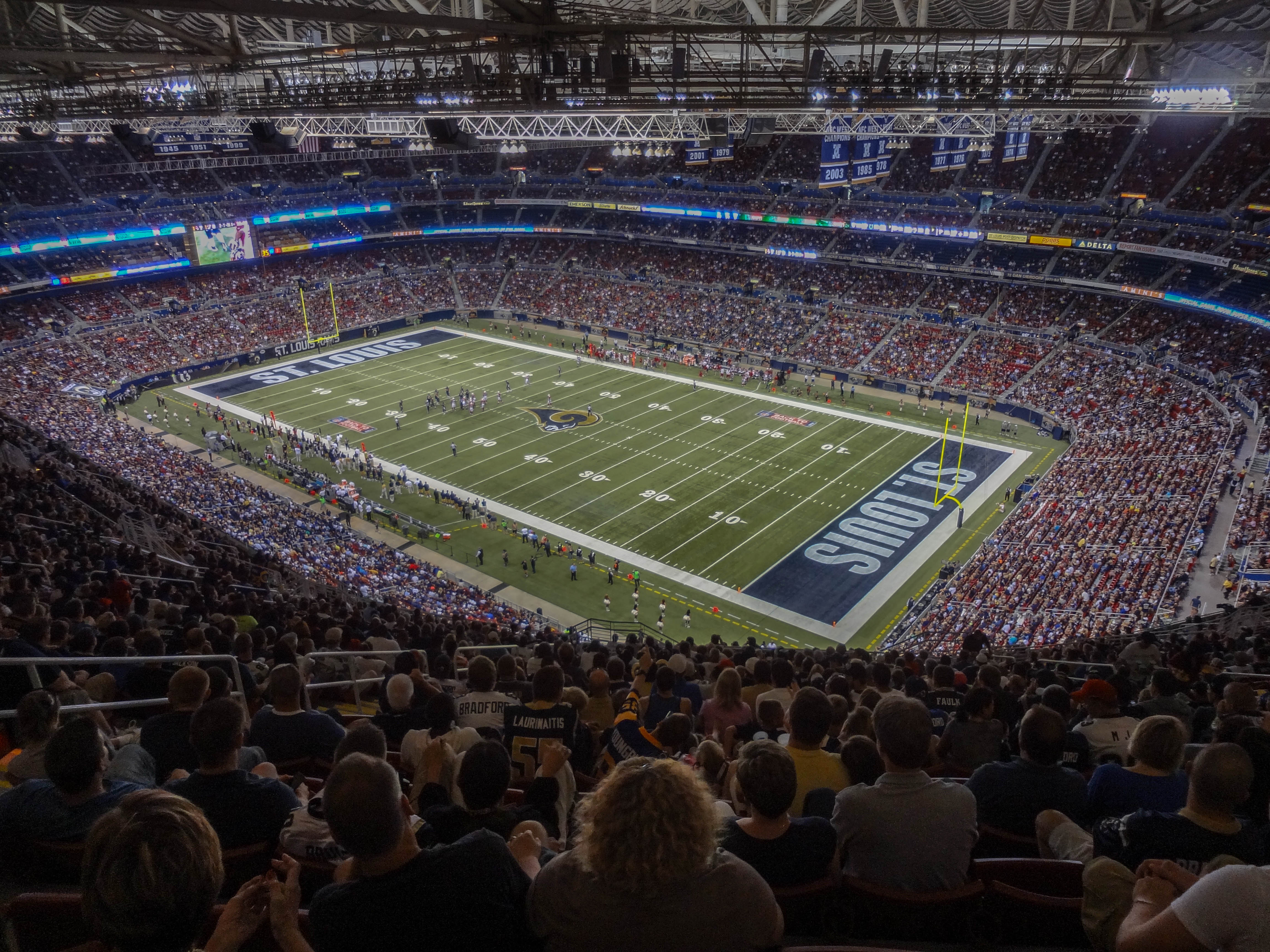
L'interno dello stadio.